# 通道侗族自治县人民政府
26°09′49″N 109°47′28″E / 26.163702°N 109.791141°E
通道侗族自治县人民政府（简称通道侗族自治县政府）是中华人民共和国湖南省怀化市通道侗族自治县的行政管理机关。现任县长是田刚，2021年上任。

## 沿革
1949年10月20日，中国人民解放军第四野战军（四野39军）经通道进入广西省（今广西壮族自治区），通道县解放。同年12月上旬建立县临时政府，驻地县溪镇，属会同专区。

### 反腐败工作
2009年6月，湖南省纪委根据《中国共产党纪律检查机关案件检查工作条例》决定对杨秀涛实施“两规”措施。

## 历任县长
| 姓名   | 就任日期  | 卸任日期   | 备注  |
| ------ | --------- | ---------- | ----- |
| 杨秀涛 | 2002年7月 | 2008年10月 | [ 1 ] |
| 钦代寿 | 2008年9月 | 2013年3月  | [ 2 ] |
| 赵旭东 | 2013年4月 | 2016年8月  | [ 3 ] |
| 杨秀芳 | 2016年8月 | 2021年7月  | [ 4 ] |
| 田刚   | 2021年7月 |            | [ 5 ] |